# 日基察·米洛萨夫列维奇
日基察·米洛萨夫列维奇（1972年1月14日—），塞尔维亚男子手球运动员。他曾代表南联盟参加2000年夏季奥林匹克运动会手球比赛，结果获得第四名。